# フレデリック・ブリッジ
サー・ジョン・フレデリック・ブリッジ（Sir John Frederick Bridge CVO 1844年12月5日 - 1924年3月18日）は、イングランドのオルガニスト、作曲家、教育者、著作家。
音楽一家に生まれ、20歳にならずして教会オルガニストに就任、24歳で聖堂オルガニストになるという悲願を果たしマンチェスター大聖堂のオルガニストとなった。6年の勤務後、ウェストミンスター寺院のオルガニストとして招かれてキャリアを終えるまでこれを勤め上げた。ウェストミンスター寺院の音楽作りを現代化、改良するために複数の変更を取り入れ、2回の戴冠式を含むいくつかの国家行事において音楽の取りまとめを行った。
教育者、講師としては王立音楽大学、グレシャム大学、ロンドン大学で教壇に立った。門下からは作曲家のアーサー・ベンジャミン、ノエル・ゲイ、オルガニストのエドワード・ベアストウ、ハーバート・ブリュワー、指揮者のランドン・ロナルド、そして古楽のパイオニアであったアーノルド・ドルメッチらが巣立っていった。グレシャム大学で行った公開講義では幅広い主題と様々な時代の音楽を網羅し、数多くの聴講者が集まった。
25年間にわたりロイヤル・コーラル・ソサエティの指揮者を務め、同団とともに自身やエルガー、ヴォーン・ウィリアムズ、パリーといったイギリスの作曲家の新作を演奏した。

## 生涯

### 若年期
ブリッジはイングランド中央部、当時はウスターシャーに属していたオールドベリーで、父ジョン・ブリッジ、母レベッカ（旧姓 コックス）の間の長男として生まれた。父は1850年にロチェスター大聖堂の代理音楽牧師に任用されていた。幼いブリッジは聖堂合唱隊に「練習生」として参加を許可される。規律に厳しい体制で教育内容は初歩的であったが、この時期の合唱教室の卒業生には将来イングランドの聖堂やウェストミンスター寺院でオルガニストを務めることになる者がいた。ブリッジの弟であったジョゼフもその一人で、最終的にはチェスター大聖堂のオルガニストとなる。

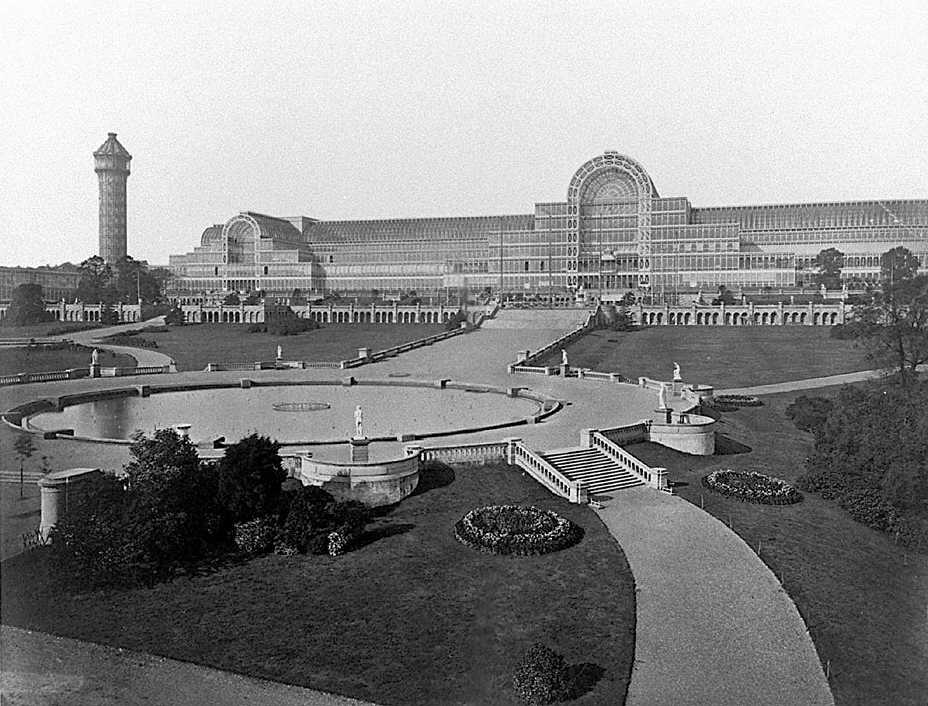
水晶宮、1854年。

1852年には8歳にして初めて大きな国家記念行事に参加し、ウェリントン公爵アーサー・ウェルズリーの死を報せる聖堂の鐘を鳴らす補助を任された。9歳のブリッジと父はマイケル・コスタが1853年6月の水晶宮のお披露目のために組織した合唱団の団員となった。14歳になったブリッジは聖堂合唱隊を離れ、ロチェスター大聖堂のオルガニストだったジョン・ホプキンスの見習いとなった。まだホプキンスの下で学んでいた1851年にショーン（英語版）の村の教会オルガニストに任用され、翌年にはストルード教区教会へと移った。1863年から1867年にかけては王立音楽アカデミーで和声学の教授を務めていたジョン・ゴスに作曲の指導を仰いだ。ブリッジは1897年に次のように述べている。「非常に幸福で成長できるレッスンだった。純心な音楽家である先生から受けた指導の価値は私には高く見積もっても見積もり切れるものではない。」
1865年、ブリッジはウィンザーの聖三位一体教会のオルガニストに任用された。この地で彼はセントジョージ礼拝堂のオルガニストであったジョージ・エルヴィから激励と影響を受け、ジョン・ステイナーや若きヒューバート・パリーら多くの友人と巡り合った。ウィンザー勤務時代の1867年に王立オルガニスト大学のフェローとなるための試験に合格し、オックスフォード大学にて音楽学士の学位を取得している。

### 聖堂オルガニスト
4年間をウィンザーで過ごしたのち、マンチェスター大聖堂のポスト争いを勝ち抜いたブリッジは、無事に聖堂オルガニストになるという希望を叶えることができた。同地では弟のジョゼフを助手に従え、1869年からの6年間を過ごした。マンチェスター時代の1874年にオックスフォード大学で音楽博士の学位を取得、1872年からはオーウェンズ・カレッジ（英語版）で和声学の教授を務めた。
ブリッジのリーダーシップの下で大聖堂の音楽水準は向上し、古びて不満の種であったオルガンが交換されることになった。『マンチェスター・ガーディアン』紙は当時の楽器の状況について「教会信者にとって恥ずべきものであるに留まらず、裕福な教区の聖堂にそれがあるということが特に不愉快である」と表現されるほどであった。教区委員であったウィリアム・ホールズワースが5,000ポンドを拠出し、ロンドンのヒル・アンド・サンズ製の新しい壮麗な楽器が建造されたのであった。

### ウェストミンスター寺院

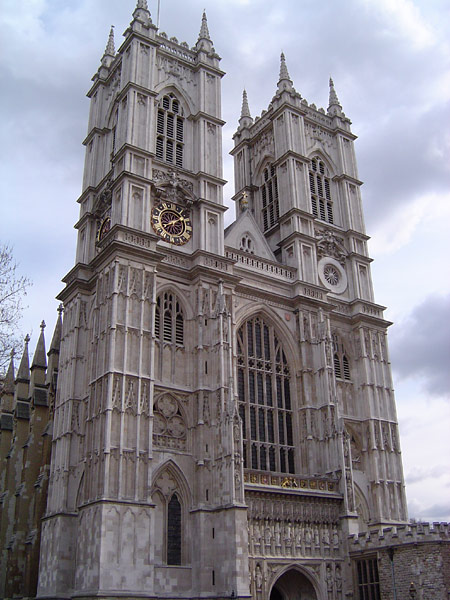
ウェストミンスター寺院。

1875年、ウェストミンスター寺院のオルガニストで聖歌隊指揮者だったジェームズ・タールが職を退いた。ブリッジはそこへ後任として招聘されることになった。引退に際してタールが職位を保持することを許可されたことにより、1882年にタールが他界するまでは「ウェストミンスター寺院の終身代理オルガニスト」がブリッジの公式身分となったが、彼ははじめから一人でこの任務をこなしていった。『ミュージカル・タイムズ』紙は次のように書いている。
ブリッジ博士のウェストミンスター寺院のオルガニスト職への任用は（中略）教会音楽のために関心を抱いているもの全てに歓迎されるだろう。ブリッジ博士がオルガニスト職に就いて以来マンチェスター大聖堂における礼拝が改善したことは、彼がこの度受諾した担当職として同寺院の音楽の性質を進化させるべく最大限の働きをしてくれることの証左と看做し得るのではなかろうか。また首席司祭並びに参事会におかれては、聖歌隊に対する無制限の権限を彼に与え、それによって彼が隊を高い効果を有する状態に引き上げられるようにしてもらえるよう切に願っている。公衆にはそれに期待する権利があるのだ。
後輩オルガニストのウォルター・ギャルピン・アルコックによれば、ブリッジはこれらの希望を満足させたのだという。「代理音楽牧師の終身任期や少年と男声を一緒くたにした不適切なリハーサルなど、彼は聖歌隊にあった多くのあやふやな因習を改革した。少年合唱を指導することにかけての彼の著しい才能により、礼拝はたちまち名声を獲得していった。」
ブリッジは大規模な国家行事における音楽を取りまとめ、さらにその一部の作曲をしたことで一般大衆に知られていった。特筆されるものにヴィクトリア女王の記念行事（1887年）、エドワード7世とアレクサンドラ王妃の戴冠式（1902年）、エドワード7世の国家記念礼拝（1910年）、ジョージ5世の戴冠式（1911年）、そしてバス勲章の礼拝堂としてのヘンリー7世礼拝堂の再落成式（1913年）がある。音楽界では過去のイングランドの作曲家を祝す祭典を催したことにより知られた。その最初となったのが1895年にヘンリー・パーセル没後200年を記念して行われた祝典である。ブリッジはパーセルの『テ・デウム』を取り上げ、「曲を覆いつくしていた18世紀の付着物を浄化」してみせた。その後に実施したのがオーランド・ギボンズの記念式典（1907年）、サミュエル・セバスチャン・ウェスレーの記念式典（1910年）である。
マンチェスター大聖堂でオルガンの入れ替えに成功したブリッジは、ウェストミンスター寺院でも同じことをしなければならないと思うようになっていた。彼は自らが引き継いだ楽器を「非常に旧式の代物」と表現していた。オルガンは1884年にヒル・アンド・サンズ製の非常に優れた仕様のものに完全に置き換えられたのであった。

### 教育者、音楽学者、指揮者
1876年にアーサー・サリヴァンによって国立音楽養成学校が設立されると、ブリッジはオルガンの教授として任用された。1883年に同校が王立音楽大学へと改組されることになり、彼は和声学と対位法の教授となる。1890年にはロンドンのグレシャム大学で音楽科のグレシャム教授に選ばれ、1903年にはロンドン大学の音楽科教授として着任している。『ニューグローヴ世界音楽大事典』のガイ・ウォラックとクリストファー・ケントによると「彼の教育に関する記述は賞賛的なものではない」ということであるが、彼は講師として大きな成功を収めたというのが一般的な見方であり、アルコックの『オックスフォード英国人名事典』の記事が述べるところでは「説得力のあるスタイルと適切な描画により、彼の講義は多数の聴講者を集めた」とされる。王立音楽大学とウェストミンスター寺院の彼の教え子にはエドワード・ベアストウ、アーサー・ベンジャミン、ハーバート・ブリュワー、アーノルド・ドルメッチ、ノエル・ゲイ、ロイド・パウエル、ランドン・ロナルドらがいる。

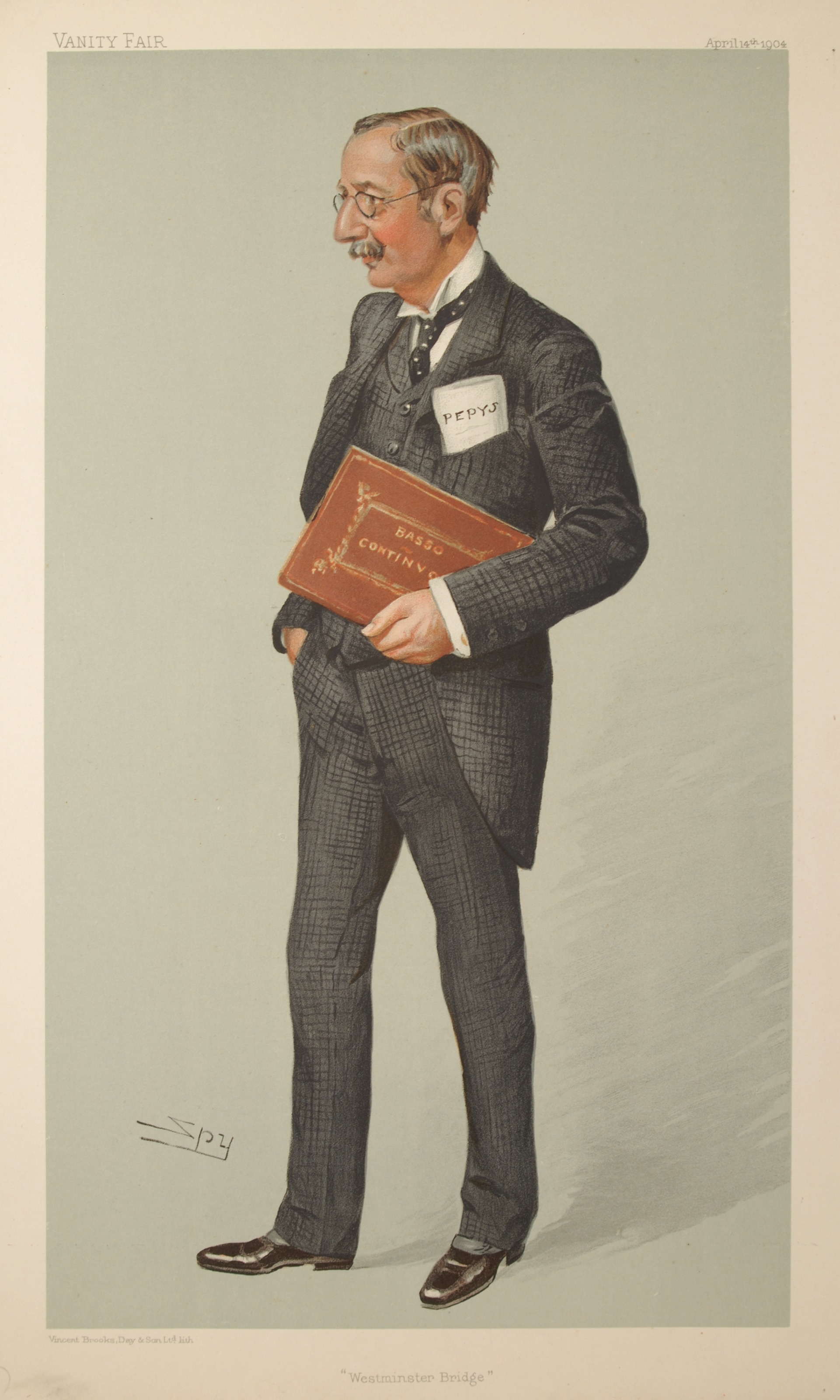
「ウェストミンスター・ブリッジ」、スパイ画、1904年。

1894年末にジョージ・グローヴが王立音楽大学の学長を引退することになり、ヒューバート・パリー、チャールズ・ヴィリアーズ・スタンフォード、ウォルター・パラット、フランクリン・テイラー、そしてブリッジが有力な後任候補と目された。最終的に選ばれたのはパリーであり、ブリッジらの他の候補は彼の下で引き続き勤務したのであった。
ブリッジは多様なことに熱意を燃やした。グレシャム大学での講義は彼が取り扱う幅広い主題によりよく知られていた。音楽系の出版物に彼が寄せる記事も同様の多様性を示していた。例として「パーセルとニコラ・マッテイス」、「サミュエル・ピープス - 音樂愛好家」、「音楽教育の17世紀の視点」、「シェイクスピアの時代のロンドンにおける音楽の叫び」などが挙げられる。1899年にはヘンデルの『メサイア』の楽譜から、18世紀や19世紀に施された管弦楽法の変更を一掃して正統的演奏を開拓した。
ブリッジの幅広い情熱は揚げ足取りも生み出した。『タイムズ』紙は以下の様に書いている。
彼は偉大なオルガニストではないという者、彼の奨学金の正確性に異議を唱える者がいる。おそらくサー・フレデリック・ブリッジが行ったこと全てを行うこと、そしてそれら全てを上手く行うことは不可能であろう。彼は自らがそれら全てを上手くこなしたと主張することはなかった。彼が主張したのは自らがそれらを行ったということ、そして実施したこと並びに後日その話をすることが大きな喜びだったということである。（中略）「スパイ」による有名な彼の漫画では、彼は「バッソ・コンティニュオ」を小脇に抱えてピープスの日記がポケットから飛び出た姿で描かれているが、これはまさに彼の姿を現している。ピープスは彼の生涯の友人であり、友のようにブリッジは自分に強い歓びをもたらしてくれる物事の中に住まう人生を過ごしたのである。
ブリッジは1903年にサミュエル・ピープス・クラブの創設メンバーとなったほか、1896年から1921年にはロイヤル・コーラル・ソサエティの指揮者を務めた。同協会におけるブリッジの業績を讃える記事の中で、ハーマン・クラインは彼の指揮によって披露された新曲を一覧化している。そこにはエルガー6作、パリー、スタンフォード、サミュエル・コールリッジ＝テイラーがそれぞれ4作、その他アレグザンダー・マッケンジー、フレデリック・コーウェン、ハミルトン・ハーティ、エセル・スマイス、ヴォーン・ウィリアムズの作品が含まれている。

### 私生活
ブリッジは3回の結婚を経験している。1回目が1872年にコンスタンス・エレン・ムーア（1879年没）と、2回目は1883年にヘレン・メアリー・フローラ・アンフレット（1906年没）と、3回目は1914年マージョリー・ウェッジウッド・ウッド（1929年没）とである。1度目の結婚時に1男1女を授かり、2度目の結婚でひとりの娘が生まれている。
ブリッジは1897年にナイトに叙された。1902年8月には「最近の戴冠式（エドワード7世のもの）に関連して行われた価値の高い勲功」によってロイヤル・ヴィクトリア勲章のメンバー（4等）に列せられ、1911年にはコマンダーへ昇進した。ダラム大学（1905年）とトロント大学（1908年）からは名誉学位を贈られている。
ブリッジは1918年にウェストミンスター寺院のオルガニストを引退したが、「名誉オルガニスト」（Organist Emeritus）の称号を与えられて6年後に79歳で没するまで小修道院で暮らした。葬儀はアバディーンシャーのグラスで営まれ、亡骸は1924年3月21日に同地に葬られた。

## 作品

### 音楽
ブリッジの規模の大きな楽曲に次のような合唱作品がある。『Mount Moriah』（オラトリオ、1874年）、『Boadicea』（カンタータ、G・E・トラウトベック、1880年）、『Callirhoë: a Legend of Calydon』（カンタータ、W・B・スクワイア、1888年）、『He giveth his Beloved Sleep』（瞑想曲、エリザベス・バレット・ブラウニング、1890年）、『The Repentance of Nineveh』（オラトリオ、ジョゼフ・ベネット、1890年）、『The Inchape Rock』（バラッド、ロバート・サウジー、1891年）、『The Cradle of Christ: Stabat mater speciosa』（カンティクム、J・M・ニール、1894年）、『The Flag of England』（バラッド、ラドヤード・キップリング、1899年）、『The Forging of the Anchor』（劇的情景、S・ファーガソン、1901年）、『The Lobster's Garden Party』（カンタータ、S・ウェンズリー、1904年）、『A Song of the English』（バラッド、キップリング、1911年）、『Star of the East』（クリスマス幻想曲、レディー・リンゼイ、1922年）。
また、ブリッジは数多くのキャロルを作曲、編集した。さらに『ウェストミンスター寺院讃美歌集』と『ウェズリアン讃美歌集』の編纂にも携わった。短い楽曲には多くの歌曲があり、陽気な楽曲も真剣な楽曲も含まれている。前者が人気を獲得していたが、ブリッジは相当量の真剣な楽曲を書いたにもかかわらず誰も聴きたがらないようなのだ、とのコメントを残している。

#### 管弦楽曲
- 1886年 - 序曲『Morte d'Arthur』 （バーミンガム、市庁舎、1886年5月6日）
- メヌエットとトリオ

#### 合唱曲、声楽曲
- 1874年 - オラトリオ『Moriah: The Trial of Abraham's Faith』（音楽博士で提出）（ブリクストン合唱協会、ロンドン、ブリクストン、エンジェル・タウン協会、1876年）
- 1880年 - カンタータ『Boadicea』 （ハイバリー・フィルハーモニック協会、ロンドン、1880年5月31日）
- 1883年 - 『Hymn to the Creator』 （ハイバリー・フィルハーモニック協会、Athaneum、ハイバリー・ニュー・パーク、ロンドン、1883年5月7日; ウスター音楽祭、1884年9月7日）
- 1885年 - 『Rock of Ages: Jesus pro me perforatus』 （バーミンガム音楽祭、1885年8月27日）
- 1885年 - テノールとバス独唱、男性合唱と管弦楽のための合唱バラッド『The Festival: Ballad of Haroun al Raschid』
- 1888年 - カンタータ『Callirhoë: A Legend of Calydon』 （バーミンガム音楽祭、1888年8月30日）
- 1890年 - 劇的オラトリオ『The Repentance of Nineveh』 （ウスター音楽祭、1890年9月11日）
- 1890年 - 瞑想曲『He giveth his Belovèd Sleep』
- 1892年 - 合唱バラッド『The Inchcape Rock』 （フィンズベリー合唱協会、ホロウェイホール、フィンズベリー、ロンドン、1892年1月21日）
- 1892年 - ダンテの『煉獄篇』より『The Lord's Prayer』 （グロスター音楽祭、1892年9月9日）
- 1894年 - クリスマスのためのカンティクム『The Cradle of Christ (Stabat mater speciosa)』 （ヘレフォード音楽祭、1894年9月12日）
- 1897年 - 合唱と管弦楽のためのバラッド『The Flag of England』 （ロイヤル・コーラル・ソサエティ、アルバート・ホール、ロンドン、1897年5月6日）
- 1899年 - 子どものための愉快なカンタータ『The Frogs and the Ox』
- 1899年 - 合唱と管弦楽のためのバラッド『The Ballad of "The Clampherdown"』 （ロイヤル・コーラル・ソサエティ、ロイヤル・アルバート・ホール、ロンドン、1899年12月7日）
- 1901年 - 劇的情景『The Forging of the Anchor』 （グロスター音楽祭、1901年9月11日）
- 1902年 - 子どものための愉快なカンタータ『The Spider and the Fly』
- 1904年 - 子どものための愉快なカンタータ『The Lobster's Garden Party; or, The selfish shell-fish』
- 1911年 - 『A Song of the English』 （ロイヤル・コーラル・ソサエティ、ロイヤル・アルバート・ホール、ロンドン、1911年2月2日）
- 1922年 - コントラルト独唱（アドリブ）と合唱のためのクリスマス幻想曲『The Star of the East』 （1922年）

#### アンセム、その他
- 1869年 - アンセム『The Lord ordereth a good man's going』
- 1870年 - アンセム『Give unto the Lord the Glory』
- 1870年 - イースターのためのアンセム『We declare unto you glad tidings』
- 1871年 - アンセムThe Lord hath chosen Zion, anthem
- 1873年 - アンセムGod hath not appointed us to wrath, anthem
- 1876年 - マニフィカトとヌンク・ディミティス ニ長調
- 1876年 - アンセム『It is a good thing to give thanks』
- 1882年 - アンセム『Happy is the man that findeth wisdom』
- 1884年 - キャロル『In sorrow and in want』
- 1886年 - 朝と夜の礼拝 ト長調
- 1887年 - ヴィクトリア女王のゴールデン・ジュビリーのための敬意をこめたアンセム『Blessed be the Lord thy God』 （ウェストミンスター寺院、ロンドン、1887年6月21日）
- 1887年 - キャロル『Joy, ye people』
- 1887年 - キャロル『Child divine』
- 1888年 - アンセム『The God of heaven, he will prosper us』
- 1889年 - アンセム『O sing unto the Lord with thanksgiving』
- 1890年 - イースターのためのアンセム『When my soul fainted within me』
- 1890年 - キャロル『All jubilant with psalm and hymn』
- 1891年 - アンセム『Hosanna - Alleluia!』
- 1892年 - キャロル『Sweeter than songs of Summer』
- 1897年 - クリスマスのためのアンセム『Behold my servant』
- 1897年 - アンセム『Sing unto the Lord』
- 1900年 - アンセム『O Lord, Thy words endureth』
- 1902年 - エドワード7世とアレクサンドラ王妃の戴冠式のための敬意をこめたアンセム『Kings shall see and arise』 （ウェストミンスター寺院、ロンドン、1902年8月9日）
- 1903年 - キャロル『All my heart this night rejoices』
- 1904年 - クリスマスのためのアンセム『In that day』
- 1911年 - テ・デウム イ長調
- 1911年 - ジョージ5世とメアリー王妃の戴冠式のための敬意をこめたアンセム『Rejoice in the Lord, O ye Righteous』 （ウェストミンスター寺院、ロンドン、1911年6月22日）
- 1911年 - ジョージ5世とメアリー王妃の戴冠式のための讃美歌『The King, o Lord, in Thee this day rejoices』 （ウェストミンスター寺院、ロンドン、1911年6月22日）
- 1912年 - 『Carmen feriale Westmonasteriense』
- 1912年 - ベネディクトゥス イ長調
- 1912年 - キャロル『Jesu, dear child of God』
- 1913年 - 合唱、オルガンとカリヨンのためのキャロル『The "Bowe bells"』
- 1920年 - キャロル『Ring Christmas bells』
- 1920年 - キャロル『By Nazareth's green hill』
- 1920年 - キャロル『Would I had been a shephard』
- 1921年 - キャロル『Carol of the three kings』
- 1922年 - キャロル『Cradle song』
- 1923年 - キャロル『The inn at Bethlehem』
- 1924年 - アンセム『When I was yet young I sought wisdom』

#### パートソング、その他
- 1870年 - パートソング『Flowers』
- 1875年 - パートソング『Christmas Bells』
- 1879年 - グリー『With thee, sweet Hope!』
- 1886年 - パートソング『The Goose』
- 1892年 - パートソング『Crossing the bar』
- 1892年 - 男声のための愉快なパートソング『An old rat's tale』
- 1892年 - 男声のための愉快なパートソング『Ode to the terrestrial globe』
- 1894年 - 愉快なパートソング『To Phoebe』
- 1895年 - 男声のための愉快なバラッド『John Barleycorn』
- 1895年 - 男声のための愉快なパートソング『The flirt』
- 1896年 - パートソング『Hurrah! hurrah! for England』
- 1896年 - 愉快なパートソング『Two snails』
- 1898年 - アドリブの振りを付けたユニゾンの歌曲『The Cabbage and the Rose』
- 1899年 - マドリガル『Weep no more, woful shepherds』
- 1899年 - ヴィクトリア女王の80回目の誕生日を讃えるパートソング『For all the wonder of thy regal day』 （ウェインザー・アンド・イートン・マドリガル協会、ウィンザー城、ウィンザー、1900年5月29日）
- 1909年 - ユニゾンの歌曲『The Song of the Milking』
- 1912年 - 愉快な四重唱『When father votes』
- 1912年 - ユニゾンの歌曲『The nights』
- 1913年 - 愉快なパートソング『The goslings』
- 1915年 - パートソング『Peace (a Fable)』
- 1916年 - ユニゾンの歌曲『Who has seen the wind?』
- 1918年 - ユニゾンの歌曲『Violets』
- 1919年 - 愉快なパートソング『Spring!』
- 1919年 - モテット『Peace lives again』
- 1919年 - モテット『May the Lord bless thee』
- 1920年 - モテット『God's goodness hath been great to thee』

#### 歌曲
- 1880年 - 『Forget-me-not』
- 1880年 - 『Tears』
- 1890年 - 『Bold Turpin』
- 1896年 - 『Katawampus Canticles』
- 1904年 - 『The England of to-morrow』
- 1913年 - クリスマスソング『Bells, bells, what did you say?』
- 1918年 - 2声の歌曲『A song of England』
- 1921年 - 『The coming of Christmas』
- 1921年 - 『Green grows the holly tree』

#### オルガン曲
- 1885年 - ソナタ ニ長調
- 1896年 - オルガンまたはハーモニウムのための瞑想曲

### 楽譜と自筆譜

#### Novello, Ewer & Co., London
以下の作品を出版。『The Ballad of "The Clampherdown"』、『Boadicea』、『Callirhoë』、『The Cradle of Christ』、『The Flag of England』、『Forging the Anchor』、『The Frogs and the Ox』、『He giveth his Belovèd Sleep』、『Hymn to the Creator』、『The Inchcape Rock』、『The Lobster's Garden Party』、『The Lord's Prayer』、『Mount Moriah』、『The Repentance of Nineveh』、『Rock of Ages』、『The Spider and the Fly』

#### Metzler & Co., London
『The Festival』を出版。

#### Bosworth & Co., London
『The Star of the East』を出版。

#### 王立音楽大学図書館
以下の楽曲の自筆譜を保管（Add. Mss 5048）。『Boadicea』、『The Flag of England』、『The Frogs and the Ox』、『God Save the Queen』、『The Inchcape Rock』、『Kings shall see and arise』、『The Lord's Prayer』、マニフィカト ト長調、『The Repentance of Nineveh』、『Rejoice in the Lord』、『Rock of Ages』

### 著作
ブリッジはノヴェロ社（英語版）から複数の教則本を出版した他、自らの講義内容を基に『Samuel Pepys, Lover of Musicke』（「サミュエル・ピープス、音樂愛好家」1903年）と『Twelve Good Musicians from John Bull to Henry Purcell』（「ジョン・ブルからヘンリー・パーセルまでの12人の優れた音楽家」1920年）という2作の書籍を出版している。また大作の回顧録『A Westminster Pilgrim』（「ウェストミンスターの巡礼者」1918年）もある。回顧録の書評として評論家のヘンリー・コープ・コールズが書くには、同書はブリッジがなぜ「音楽家として尊敬を集めているよりも遥かに広く人として愛されていたのか」を示しているという。